# اندیس کهتوکرا
کهتوکرا یک اندیس فلزی است که در حوالی شهر انار استان کرمان قرار دارد و مادهٔ معدنی موجود در آن، طلا است.سنگ میزبان این اندیس رگه‌های سیلیسی، دایکهای پورفیری، آنذرت‌های ائوسن، پیروکلاستیکها و کنگلومراهای نئوژن است و دیرینگی آن به دوران ائوو نئوژن می‌رسد. 